# この街 (森高千里の曲)
「この街」（このまち）は、森高千里が1990年に発表した歌である。作詞は森高、作曲・編曲は斉藤英夫による。1990年10月17日発売のアルバム『古今東西』への収録が最初で、翌1991年2月10日には「勉強の歌」とのカップリングによる両A面シングル「勉強の歌/この街 (HOME MIX)」も発売された。
℃-uteによってカバーされ、シングルが2013年に発売された。

## 歌詞
歌詞中の台詞で熊本弁が出てくるが、これは森高が熊本市出身だからである。方言が登場する歌として、たびたび引き合いに出される。『古今東西』収録のヴァージョンとシングル収録のヴァージョンでは、喋っている熊本弁が異なる。
歌詞中に登場する「泊川」は熊本には存在しない。「だいて」や「ファイト!!」を作曲した高橋諭一の北海道の実家近くを流れる川である、と森高自身が発言している。

## タイアップ
グリコ・ポッキーのCMソングに起用された。

## 森高による別バージョン

### THE MORITAKA VERSION
1991年のリミックス・ベストアルバム『ザ・森高』にも「THE MORITAKA VERSION」として収録されている。1番のみで終わるため、科白はない。

## ℃-uteのカバー・シングル
| 専門評論家によるレビュー   | 専門評論家によるレビュー |
| レビュー・スコア           | レビュー・スコア         |
| 出典                       | 評価                     |
| -------------------------- | ------------------------ |
| Billboard JAPAN （棚橋寛） | 肯定的                   |

℃-uteのメジャー20枚目（インディーズシングルを含めると通算24枚目）のシングルとして、同タイトルで2013年2月6日にzetimaから発売された。

### パッケージ
初回生産限定盤A・B・C・D、通常盤の5形態で発売された。初回生産限定盤A・CはCD+DVDで、初回生産限定盤B・Dと通常盤はCDのみである。

### 収録曲
全作詞：森高千里

#### 初回生産限定盤A・B
1. この街 [5:13]
作曲：斉藤英夫、編曲：平田祥一郎
2. 雨 [4:39]
歌：矢島舞美
作曲：松浦誠二、編曲：板垣祐介
3. この街 (Instrumental)

#### 初回生産限定盤C・D
1. この街
2. ハエ男 [3:48]
作曲：森高千里、編曲：藤澤慶昌
3. この街 (Instrumental)

#### 通常盤
1. この街
2. この街 (Dance Groove Ver.) [3:50]
作曲：斉藤英夫、編曲：平田祥一郎
3. この街 (Instrumental)